# Zenon Konopka
Zenon Konopka, född 2 januari 1981, är en kanadensisk professionell ishockeyspelare som spelar för Buffalo Sabres i NHL. Han har tidigare representerat Anaheim Ducks, Columbus Blue Jackets, Tampa Bay Lightning, New York Islanders, Ottawa Senators och Minnesota Wild i NHL och HK Lada Toljatti i RSL. Han har också tidigare spelat på lägre nivåer för W–B/Scranton Penguins, Utah Grizzlies, Cincinnati Mighty Ducks, Portland Pirates, Syracuse Crunch och Norfolk Admirals i AHL, Wheeling Nailers och Idaho Steelheads i ECHL och Ottawa 67's i OHL.
Konopka blev aldrig draftad av något lag.